# Film pentru prieteni
Film pentru prieteni este un film românesc din 2011 regizat de Radu Jude. Rolurile principale au fost interpretate de actorii Gabriel Spahiu.

## Distribuție
Distribuția filmului este alcătuită din:
- Marian Bratu
- Șerban Pavlu
- Ovidiu-Dunel Stancu
- Gabriel Spahiu
- Aurelia Achim
- Alexandru Spahiu
- Paul Cioran
- Silviu Geamănu
- Lucia Maier